# أحداث عاصرتها (كتاب)
أحداث عاصرتها هو كتاب من تأليف المؤرخ عبد الرزاق الحسني والذي يروي فيهِ أهم الأحداث التي رافقت حياته في العراق للفترة من عام 1903 حتى عام 1997، كثورة العشرين وتأسيس المملكة العراقية وسقوط النظام الملكي.